# Five Nights at Freddy's (videojuego)
Five Nights at Freddy's (FNaF) es un videojuego de terror y supervivencia point-and-click de 2014 desarrollado y publicado por Scott Cawthon. El jugador controla a Mike Schmidt, guardia de seguridad nocturno de una pizzería para toda la familia. Schmidt debe completar sus turnos mientras evita a unos animatrónicos homicidas que deambulan por el restaurante por la noche. El usuario tiene acceso a cámaras de seguridad para monitorear a los animatrónicos durante su turno y a un conjunto de puertas de acero que pueden bloquear a los personajes. El uso de las cámaras y puertas consume la electricidad limitada del jugador, y al agotarla por completo, estas herramientas se vuelven inoperables. Si el jugador no logra mantener un animatrónico fuera de la oficina, se asustará y experimentará el fin del juego.
Cawthon concibió la idea de Five Nights at Freddy's basándose en las críticas a su juego anterior, Chipper & Sons Lumber Co. Los críticos se quejaron de sus personajes, involuntariamente aterradores y con movimientos antinaturales, lo que inspiró a Cawthon a crear una experiencia intencionadamente más aterradora. Desarrollado en seis meses con el motor de juego Clickteam Fusion 2.5, Five Nights at Freddy's se lanzó para Windows a través de Desura el 8 de agosto de 2014 y para Steam el 18 de agosto. Estuvo disponible para Android, iOS y Windows Phone a finales de 2014. Las versiones para Nintendo Switch, PlayStation 4 y Xbox One se lanzaron en 2019.
Five Nights at Freddy's recibió críticas generalmente positivas, considerándolo un juego de terror aterrador y peculiar. Los críticos elogiaron la atmósfera, el diseño de sonido y la mecánica de juego, aunque algunos consideraron los sustos repetitivos y el juego con poca rejugabilidad. Se convirtió en el tema de vídeos de Let's Play en YouTube y ganó una gran cantidad de seguidores. El éxito del juego propició el lanzamiento de una franquicia, que incluyó numerosas secuelas y libros, y su popularidad dio lugar a varias imitaciones y fangames. Una adaptación cinematográfica de Blumhouse Productions se estrenó en 2023.

## Sistema de juego
Five Nights at Freddy's es un videojuego de terror de supervivencia point-and-click. El jugador controla a Mike Schmidt, guardia de seguridad nocturno de la pizzería Freddy Fazbear's Pizza. Debe completar su turno, que dura desde la medianoche hasta las 6:00 a. m, sin ser asesinado por unos animatrónicos homicidas que deambulan por la pizzería en la noche.
El personaje, indefenso y confinado en una oficina, tiene acceso a una red de cámaras de seguridad que ofrecen vistas de varias partes del restaurante. Estas cámaras se utilizan para rastrear el movimiento de los animatrónicos durante la noche. Cada uno de los cuatro tiene comportamientos distintos, y la mayor parte de su movimiento ocurre fuera de la pantalla. El jugador dispone de un conjunto de luces que puede usar para iluminar los pasillos a la izquierda y derecha de la oficina. Si detecta un animatrónico en uno de ellos, puede activar unas puertas de acero para impedirle la entrada. Si no se previene la entrada de un animatrónico a la oficina, este atacará repentinamente y matará al jugador, provocando el fin del juego.
El uso de las cámaras, puertas y luces consume la energía eléctrica limitada del usuario; si se agota por completo, las cámaras dejan de funcionar, las puertas se abren y las luces se apagan. El personaje titular, Freddy Fazbear, aparece entonces interpretando la «Canción del toreador», poco antes de provocar el fin del juego, a menos que el turno termine antes de que pueda atacar. El usuario debe ahorrar energía usando las puertas, cámaras y luces con moderación, beneficiando suficiente electricidad para que dure hasta el final del turno. El juego se divide en niveles llamados «Nights», cada uno con una duración aproximada de diez minutos en tiempo real. A medida que el jugador completa cada noche, los animatrónicos se vuelven más agresivos y la dificultad aumenta. El juego principal tiene un total de seis niveles, que comprenden las cinco noches principales y una sexta adicional.

## Trama
Five Nights at Freddy's transcurre en noviembre de 1993, comenzando con Mike Schmidt escuchando un mensaje de voz de su predecesor anónimo al inicio del primer turno. Mensajes similares se reproducen las noches siguientes, en las que el empleado le cuenta a Schmidt sobre el restaurante y su historia. El oficial de seguridad explica que los cuatro animatrónicos del restaurante —Freddy Fazbear, Bonnie, Chica y Foxy— pueden moverse por la noche debido a que sus servomotores se bloquean si se dejan apagados demasiado tiempo. Advierte a Schmidt que si un animatrónico se encuentra con un humano fuera del horario laboral, lo confundirá con un endoesqueleto animatrónico y lo colocará en un traje mecánico en descomposición, matándolo en el proceso.
El jugador recibe indirectamente información sobre sucesos inquietantes en la historia del restaurante. Uno de los mensajes de voz menciona «La Mordida del 87», un incidente que, según se insinúa, provocó la pérdida del lóbulo frontal de una persona y obligó a prohibir la movilidad de los animatrónicos durante el día. Recortes de periódico visibles a través de las cámaras revelan que un hombre, según se informa, atrajo a cinco niños a una trastienda y los asesinó. Aunque el sospechoso fue arrestado, los cuerpos de los niños nunca fueron encontrados. Posteriormente, el restaurante recibió quejas de que los animatrónicos comenzaron a emitir malos olores, mientras que sangre y mucosidad les salían de los ojos y la boca.
En la cuarta noche, el mensaje de voz insinúa que el predecesor de Schmidt fue asesinado por un animatrónico mientras grababa el mensaje. El mensaje final de la quinta noche solo contiene un sonido distorsionado. Schmidt recibe su sueldo después de la quinta y la sexta noche. Tras completar la sexta, el jugador tiene acceso a una séptima «noche personalizada» donde puede manipular la dificultad de la IA de los animatrónicos. Al terminar la séptima noche, Schmidt es despedido.

## Desarrollo y lanzamiento

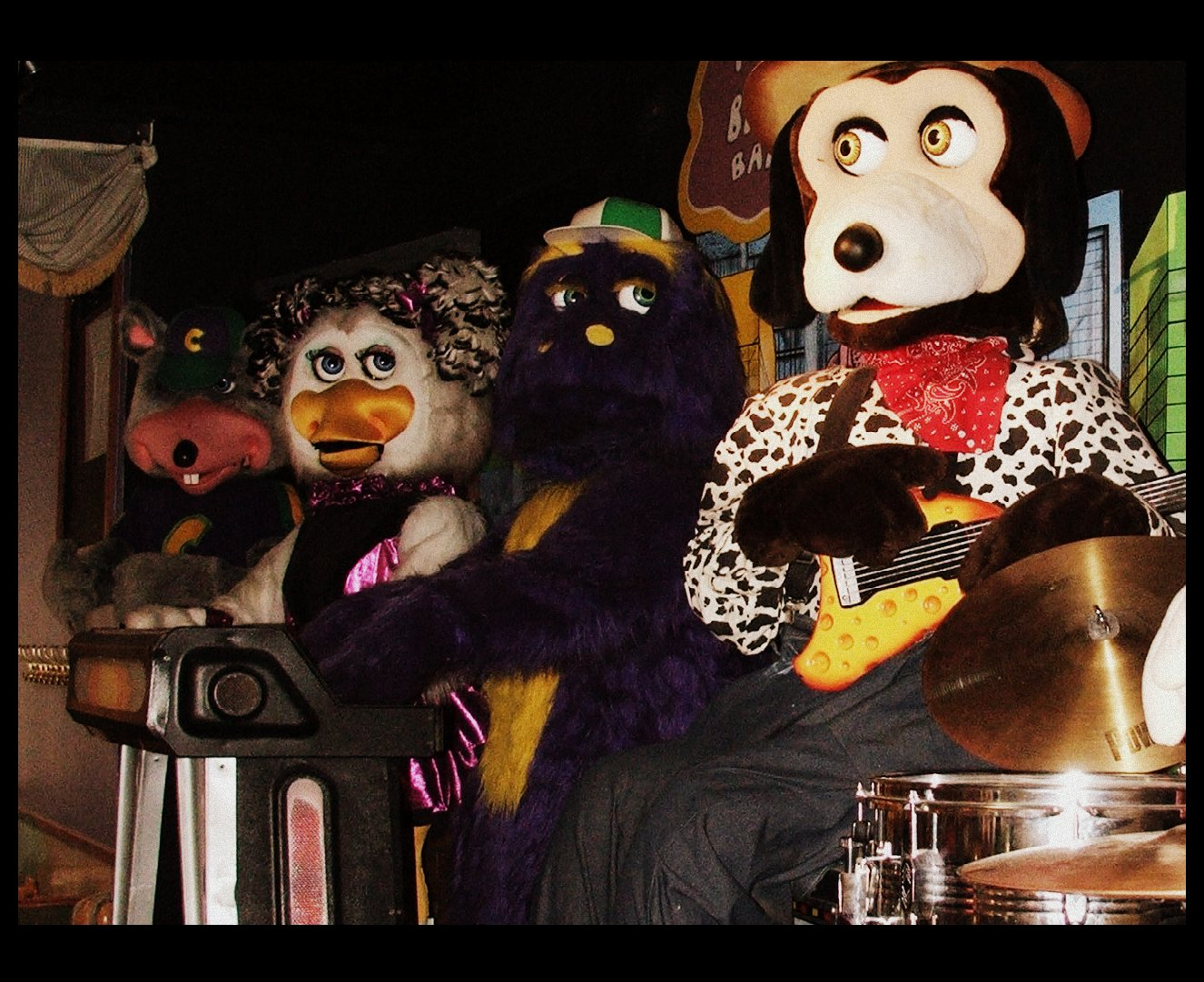
Muchos de los personajes de Five Nights at Freddy's se inspiraron en los animatrónicos de los restaurantes Chuck E. Cheese.

Scott Cawthon había desarrollado varios videojuegos de aventuras dirigidos a cristianos, todos con un bajo rendimiento comercial. Para la década de 2010, estos fracasos provocaron una crisis de fe en Cawthon. Perdió el interés en el desarrollo de videojuegos hasta que lo recuperó tras una experiencia espiritual. Esta experiencia lo hizo menos inclinado a crear juegos cristianos, y comenzó la producción del secular Five Nights at Freddy's.
Después de que su videojuego de construcción y gestión Chipper & Sons Lumber Co. recibiera críticas negativas, decidió que su próximo juego fuera una experiencia de terror. Los jugadores comentaron que los personajes eran involuntariamente inquietantes y con una apariencia similar a la de los animatrónicos; la crítica James Stephanie Sterling lo calificó de «aterrador». Aunque inicialmente se sintió desanimado por esta mala recepción, se inspiró para crear algo intencionalmente más aterrador. Los animatrónicos homicidas que Cawthon diseñó fueron influenciados por las mascotas que se encuentran en los lugares de fiesta de Chuck E. Cheese.
Cawthon desarrolló el juego en solitario durante seis meses, con sus hijos y amigos como beta testers. Codificó el juego con el motor Clickteam Fusion 2.5 y usó Autodesk 3ds Max para modelar los gráficos 3D. El audio se produjo con una combinación de efectos de sonido creados por Cawthon y archivos adquiridos por internet. Five Nights at Freddy's se lanzó por primera vez para Windows en la plataforma de distribución Desura el 8 de agosto de 2014. El 18 de agosto, también se lanzó a través de Steam. Se lanzó una versión para Android el 26 de agosto, seguida de ports para iOS el 11 de septiembre y para Windows Phone el 1 de diciembre. Las versiones para Nintendo Switch, PlayStation 4 y Xbox One se lanzaron el 29 de noviembre de 2019.

## Recepción
La recepción del juego fue generalmente positiva. Según Metacritic, el sitio web de críticas, Five Nights at Freddy's recibió reseñas generalmente favorables. Los revisores consideraron que Five Nights at Freddy's era aterrador, y algunos lo elogiaron como un juego de terror excepcional. Gamezebo lo describió como una «brillante experiencia de terror» que aprovechaba el miedo a lo desconocido, y GameSpot apreció cómo creaba miedo sin incorporar violencia gráfica. El crítico de GameRevolution lo calificó como el juego más aterrador que jamás había jugado.
Los críticos consideraron que la mecánica de juego de Five Nights at Freddy's estaba bien diseñada. PC Gamer afirmó que, a pesar de la simple premisa de la jugabilidad, sus mecánicas se combinaban para crear una experiencia aterradora, con la que GameRevolution coincidió. Nintendo Life consideró que los controles eran fácilmente accesibles y elogió el juego por crear una atmósfera tensa desde el principio. TouchArcade opinó que la jugabilidad resultaría deficiente si el jugador no se asustara con la atmósfera, y que sus controles eran poco más que un juego de luces rojas y verdes. PC Gamer consideró que, una vez memorizados los comportamientos de los animatrónicos, algunos jugadores no encontrarían nada interesante más allá de la ambientación.
El diseño sonoro fue elogiado. GameSpot notó la falta de música durante el juego, y consideró que el silencio inducía al pánico al ser interrumpido por los ruidos de los animatrónicos. GameRevolution consideró el silencio desconcertante, y que los sonidos aleatorios que se producían durante el juego complementaban la atmósfera, creando una experiencia tensa. Gamezebo describió el diseño de sonido como excelente, sugiriendo que los jugadores usen auriculares no solo para mejorar la experiencia, sino también para detectar los ruidos que hacían los animatrónicos al acercarse.
Los críticos debatieron el enfoque de Five Nights at Freddy's hacia el terror. TouchArcade afirmó que Five Nights at Freddy's desafiaba al jugador al obligarlo a ceder a su propia paranoia, lo que lo hacía perder si cedía al miedo. Nintendo Life sostuvo que la atmósfera y la falta de herramientas defensivas creaban una sensación de terror irresistible. PC Gamer escribió que el juego se distinguía del resto del género de terror al no depender de los sustos repentinos, sino al presionar al jugador con la posibilidad de uno. Otros críticos consideraron que Five Nights at Freddy's dependía demasiado de los sustos repentinos, que fueron efectivos al principio, pero se volvieron repetitivos con el tiempo; Nintendo Life afirmó que la dependencia del juego de los sustos y los controles simples significaba que no era recomendable hacer rejugabilidad. Aunque TouchArcade consideró monótonas las partidas repetidas, el crítico afirmó que creaba una atmósfera bien diseñada que crearía el terror que pretendía.

## Legado
Five Nights at Freddy's se convirtió en un éxito financiero y ganó gran cantidad de seguidores. Su popularidad se vio impulsada por los videos de Let's Play que se subieron a la plataforma para compartir videos YouTube; para 2015, Five Nights at Freddy's se había convertido en uno de los videojuegos más subidos al sitio, y fue presentado por influencers como Markiplier, Jacksepticeye y PewDiePie. El éxito de Five Nights at Freddy's impulsó una franquicia mediática que comenzó con el lanzamiento de una secuela, Five Nights at Freddy's 2.
La franquicia se expandió para incluir obras escritas, comenzando con la novela Five Nights at Freddy's: The Silver Eyes, publicada en 2015. Blumhouse Productions adquirió los derechos para realizar una adaptación cinematográfica del juego en 2017. Tras varios retrasos, el rodaje comenzó en 2023 y la película se estrenó en cines y a través de Peacock el 27 de octubre de 2023. Cawthon se retiró del desarrollo de videojuegos en 2021 en medio de una controversia por sus donaciones a políticos del Partido Republicano. Su intención es ceder la gestión de la franquicia más adelante.
Los fans de Five Nights at Freddy's han creado elaboradas teorías sobre la naturaleza de los juegos y sus tramas. La compleja narrativa de la franquicia ha sido examinada y debatida por los fans a través de redes sociales, creaciones de fans y wikis. Cawthon ha comentado ocasionalmente algunas teorías de los fans, incluyendo una presentada por el youtuber MatPat. La comunidad de Five Nights at Freddy's se ha ganado una reputación negativa en línea como una base de fans «tóxica», pero se ha mantenido como una subcultura influyente en plataformas de redes sociales como TikTok y YouTube. Cawthon se mantuvo conectado con la comunidad de FNaF, utilizando su sitio web, el sitio web oficial y los foros de Steam para comunicarse con los fanáticos.
El éxito de Five Nights at Freddy's inspiró la creación de una cantidad considerable de fangames. La prevalencia de ellos de Five Nights at Freddy's en la plataforma de publicación Game Jolt obligó a la compañía a crear una categoría de videojuegos dedicada a la franquicia y sus imitaciones. Polygon escribió posteriormente que algunos fans se habían conectado principalmente a través de adaptaciones de fangames en lugar de la franquicia principal, y algunos optaron por jugar imitaciones en lugar de apoyar a Cawthon. Varios artistas han creado música que gira en torno a la historia, incluyendo a The Living Tombstone. La canción de The Living Tombstone apareció en los créditos finales de la adaptación cinematográfica.